# Angel Voice
Angel Voice (エンジェルボイス?, Enjeru Boisu) è un manga spokon dedicato al calcio, pubblicato da Akita Shoten dal 2007 al 2014, sulla rivista Weekly Shōnen Champion, scritto e illustrato da Takao Koyano. In Italia il manga è stato pubblicato da Edizioni BD sotto etichetta J-Pop dal 17 giugno 2009 al 10 ottobre 2018.

## Trama
La squadra di calcio del liceo Ichiritsu Ranzan è composta solo da teppisti, al punto da essere soprannominata ironicamente "La banda più forte della provincia". Tetsuo Kuroki viene incaricato di formare un nuovo club e decide di assumere l'incarico. Cercando elementi abbastanza forti da sopravvivere in una banda di bulli, invita in squadra gli "Invincibili quattro" del primo anno.

## Personaggi
- Shingo Narita: Diplomato alla scuola media Miya di Sanbondake. è uno degli "Invincibili quattro". Ha giocato nel ruolo di attaccante in una squadra di calcio. Entra nel club per rivalità nei confronti di Inui. è il protagonista della storia.

- Kiyoharu Inui: Diplomato alla scuola media Nakamori-Daini.è uno degli "Invincibili quattro". Alle medie era così bravo da essere selezionato dal "national training center", ma da allora non ha più giocato a calcio.

- Hisashi Tokorozawa: Diplomato alla scuola media Iwama.è uno degli "Invincibili quattro". è una persona mite, ma quando si arrabbia è incontenibile. Ha imparato il Karate per corrispondenza. Entra nel club su invito di Kuroki.

- Teruhisa Ogami: Diplomato alla scuola media Motohama. è uno degli "Invincibili quattro". Il primo giorno di scuola, sfida Hironao a battersi contro di lui. è ossessionato dall'idea di essere il più forte. Entra nel club dopo essere stato battuto da Narita.

- Tetsuo Kuroki: L'allenatore incaricato di formare un nuovo club. è alla ricerca degli elementi necessari per sopravvivere in una squadra formata solo da teppisti. Invita gli "Invincibili quattro"

- Seiichi Hironao: è il capo del club. Per motivi sconosciuti, ha continuato a proteggere i palloni negli spogliatoi.

- Ruka: Amica d'infanzia di Narita. è al primo anno alla Ichiran. è lei a far conoscere Narita e Mai.

- Mai Takahata: Alle medie è stata vittima di bullismo. è iscritta alla Ichiran e si dichiara a Narita.

## Volumi
| Nº | Data di prima pubblicazione | Data di prima pubblicazione | Data di prima pubblicazione | Data di prima pubblicazione |
| Nº | Giapponese                  | Giapponese                  | Italiano                    | Italiano                    |
| -- | --------------------------- | --------------------------- | --------------------------- | --------------------------- |
| 1  | 7 settembre 2007            | ISBN 978-4-253-20734-8      | 21 giugno 2009              | ISBN 978-88-6123-456-7      |
| 2  | 8 novembre 2007             | ISBN 978-4-253-20735-5      | 23 agosto 2009              | ISBN 978-88-6123-515-1      |
| 3  | 8 gennaio 2008              | ISBN 978-4-253-20736-2      | 18 ottobre 2009             | ISBN 978-88-6123-606-6      |
| 4  | 7 marzo 2008                | ISBN 978-4-253-20737-9      | 13 dicembre 2009            | ISBN 978-88-6123-640-0      |
| 5  | 6 giugno 2008               | ISBN 978-4-253-20738-6      | 30 gennaio 2010             | ISBN 978-88-6123-645-5      |
| 6  | 8 agosto 2008               | ISBN 978-4-253-20739-3      | 16 maggio 2010              | ISBN 978-88-6123-698-1      |
| 7  | 8 ottobre 2008              | ISBN 978-4-253-20740-9      | 18 settembre 2010           | ISBN 978-88-6123-699-8      |
| 8  | 8 dicembre 2008             | ISBN 978-4-253-20776-8      | 17 ottobre 2010             | ISBN 978-88-6123-701-8      |
| 9  | 6 febbraio 2009             | ISBN 978-4-253-20777-5      | 28 novembre 2010            | ISBN 978-88-6123-928-9      |
| 10 | 8 aprile 2009               | ISBN 978-4-253-20778-2      | 9 gennaio 2011              | ISBN 978-88-6123-850-3      |
| 11 | 8 luglio 2009               | ISBN 978-4-253-20779-9      | 27 febbraio 2011            | ISBN 978-88-6123-961-6      |
| 12 | 8 settembre 2009            | ISBN 978-4-253-20780-5      | 27 marzo 2011               | ISBN 978-88-6123-969-2      |
| 13 | 6 novembre 2009             | ISBN 978-4-253-20806-2      | 8 maggio 2011               | ISBN 978-88-6123-993-7      |
| 14 | 8 febbraio 2010             | ISBN 978-4-253-20807-9      | 28 maggio 2011              | ISBN 978-88-6634-032-4      |
| 15 | 8 aprile 2010               | ISBN 978-4-253-20808-6      | 2 luglio 2011               | ISBN 978-88-6634-055-3      |
| 16 | 8 giugno 2010               | ISBN 978-4-253-20809-3      | 24 settembre 2011           | ISBN 978-88-6634-074-4      |
| 17 | 6 agosto 2010               | ISBN 978-4-253-20810-9      | 30 settembre 2011           | ISBN 978-88-6634-121-5      |
| 18 | 8 ottobre 2010              | ISBN 978-4-253-20820-8      | 10 dicembre 2011            | ISBN 978-88-6634-152-9      |
| 19 | 7 gennaio 2011              | ISBN 978-4-253-20838-3      | 28 gennaio 2012             | ISBN 978-88-6634-191-8      |
| 20 | 8 marzo 2011                | ISBN 978-4-253-20839-0      | 26 maggio 2012              | ISBN 978-88-6634-257-1      |
| 21 | 6 maggio 2011               | ISBN 978-4-253-20840-6      | 30 giugno 2012              | ISBN 978-88-6634-297-7      |
| 22 | 8 luglio 2011               | ISBN 978-4-253-20858-1      | 28 luglio 2012              | ISBN 978-88-6634-298-4      |
| 23 | 8 settembre 2011            | ISBN 978-4-253-20859-8      | 8 settembre 2012            | ISBN 978-88-6634-299-1      |
| 24 | 8 dicembre 2011             | ISBN 978-4-253-20860-4      | 5 settembre 2015            | ISBN 978-88-6883-323-7      |
| 25 | 8 febbraio 2012             | ISBN 978-4-253-20864-2      | 30 settembre 2015           | ISBN 978-88-6883-412-8      |
| 26 | 8 maggio 2012               | ISBN 978-4-253-20869-7      | 19 dicembre 2015            | ISBN 978-88-6883-526-2      |
| 27 | 6 luglio 2012               | ISBN 978-4-253-20870-3      | 27 febbraio 2016            | ISBN 978-88-6883-573-6      |
| 28 | 7 settembre 2012            | ISBN 978-4-253-20875-8      | 16 aprile 2016              | ISBN 978-88-6883-617-7      |
| 29 | 8 novembre 2012             | ISBN 978-4-253-20881-9      | 13 luglio 2016              | ISBN 978-88-6883-684-9      |
| 30 | 8 gennaio 2013              | ISBN 978-4-253-20894-9      | 10 agosto 2016              | ISBN 978-88-6883-698-6      |
| 31 | 8 aprile 2013               | ISBN 978-4-253-21938-9      | 12 ottobre 2016             | ISBN 978-88-6883-745-7      |
| 32 | 7 giugno 2013               | ISBN 978-4-253-21939-6      | 29 dicembre 2016            | ISBN 978-88-6883-866-9      |
| 33 | 8 agosto 2013               | ISBN 978-4-253-21940-2      | 15 febbraio 2017            | ISBN 978-88-6883-866-9      |
| 34 | 8 ottobre 2013              | ISBN 978-4-253-21941-9      | 19 aprile 2017              | ISBN 978-88-6883-935-2      |
| 35 | 6 dicembre 2013             | ISBN 978-4-253-21942-6      | 12 luglio 2017              | ISBN 978-88-3275-060-7      |
| 36 | 7 marzo 2014                | ISBN 978-4-253-21943-3      | 18 ottobre 2017             | ISBN 978-88-3275-119-2      |
| 37 | 8 maggio 2014               | ISBN 978-4-253-21944-0      | 17 gennaio 2018             | ISBN 978-88-3275-295-3      |
| 38 | 8 agosto 2014               | ISBN 978-4-253-21945-7      | 18 aprile 2018              | ISBN 978-88-3275-353-0      |
| 39 | 8 ottobre 2014              | ISBN 978-4-253-21946-4      | 11 luglio 2018              | ISBN 978-88-3275-475-9      |
| 40 | 7 novembre 2014             | ISBN 978-4-253-21947-1      | 10 ottobre 2018             | ISBN 978-88-3275-593-0      |